# Китен
Ки́тен (болг. Китен) — місто в Бургаській області Болгарії. Входить до складу громади Приморсько. Відоме своїми пляжами Южен і Атлиман.

## Населення
За даними перепису населення 2011 року у місті проживали 958 осіб.
Національний склад населення міста:
| Національність   | Кількість осіб | Відсоток |
| ---------------- | -------------- | -------- |
| болгари          | 908            | 96,5 %   |
| цигани           | 18             | 1,9 %    |
| не визначились   | 8              | 0,9 %    |
| Всього відповіли | 941            |          |

Розподіл населення за віком у 2011 році:
Динаміка населення: